# Astrobotanik
Astrobotanik betecknade ursprungligen en gren av antikens astrologi som behandlar olika växters relation till himlakroppar och deras positioner, men åsyftar sedan mitten av 1900-talet ofta teorier om utomjordiskt växtliv.

## Astrologi
Astrobotaniken ansågs inom astrologin kunna ge upplysning om när olika medicinalväxter bör skördas för att man ska kunna dra nytta av dessas aktiva substanser i så stor utsträckning som möjligt. Sådana astrobotaniska fakta stämmer ofta,[källa behövs] men kritiker anser, att det beror snarare på att empiriska observationer felaktigt sammanförts med astrologi än på himlakropparnas positioner.
Astrobotaniken i denna betydelse härstammar troligen från forntidens Babylon, och övertogs senare av grekerna - under senantiken räknades astrobotaniken till en av de hermetiska vetenskaperna. Under medeltiden och renässansen var astrobotaniken viktig för läkare, men avtog i betydelse i takt med den moderna vetenskapens stegvisa segertåg.

## Utomjordisk botanik
Begreppet astrobonatik myntades 1945 av den vitryske astronomen Gavriil Adrianovich Tikhov (1875 – 1960) som en gren i den tidiga astrobiologin. Han var chef för Astrobotanik i Alma-Ata, Kazakstan, där han studerade möjligheten till vegetation på Mars och andra planeter i solsystemet.